# Louis Bastien
Louis Bastien (Parijs, 26 oktober 1881 - 13 augustus 1963) was een Frans wielrenner.
Bastien won tijdens de Olympische Zomerspelen 1900 de wedstrijd over 25 kilometer op de baan. In hetzelfde jaar werd Bastien wereldkampioen op de 100 kilometer stayeren bij de amateurs.

## Resultaten
| Jaar | WK              | Olympische Zomerspelen |
| ---- | --------------- | ---------------------- |
| 1900 | 100 km stayeren | 25 km                  |